# Ljenobud
Ljenobud es un pueblo en el municipio de Srebrenik, Bosnia y Herzegovina.

## Geografía
El área alrededor de Ljenobud está casi cubierta de bosque mixto. El clima es hemiboreal. La temperatura promedio es de 7 °C. El mes más cálido es julio, con 18 °C, y el más frío es enero, con -5 °C. La precipitación media es de 1399 milímetros al año. El mes más lluvioso es mayo, con 223 milímetros de lluvia, y el más seco es julio, con 80 milímetros. El pueblo está situado a orillas del río Tinja.

## Demografía
Según el censo de 2013, su población era de 702 habitantes.
| 650        | 792 | 771 | 738 | 702 |
| (Fuente: ) |     |     |     |     |